# Mecano
Mecano — іспанський поп-гурт, що став одним із найуспішніших іспанських виконавців усіх часів. Досі є найбільш продаваним іспанським гуртом із понад 25 мільйонами записів по всьому світу. Вважалися авангардом для свого часу і частиною контркультурного руху La Movida Madrileña . Після років активності (1981—1992) на короткий період повернулися на сцену в 1998 році.
До складу гурту входили співачка Ана Торроха та брати Начо та Хосе Марія Кано, які працювали разом із сесійними музикантами, такими як Артуро Терріза, Маноло Агілар, Начо Маньо, Хав'єр Кілес, Анхель Селада та Оскар Аструга. Творча діяльність колективу чітко поділена на два етапиː до 1985 року — синті-поп напрямок, а на другому етапі — акустичний поп- рок з елементами балади, танцю, фламенко, боса-нови, танго, сальси, румби фламенки, болеро, пасодобля і навіть реггі .

## Історія
В основу братами Начо та Хосе Марією Кано разом із співачкою Аною Торроха в 1981 році в Мадриді під впливом англійської групи нової хвилі Spandau Ballet була закладена ідея синті - попу (іспанською — техно-поп). У період культурних експериментів у новій демократичній Іспанії Mecano досягли своєї початкової популярності, записавши дебютний сингл «Hoy no me puedo levantar» («Я не можу встати сьогодні»), пісню про молодіжну нудьгу та похмілля . Їхній перший однойменний альбом став збіркою класичних творів, які пізніше представлятимуть іспанську поп-музику 1980-х років.